# Hakea nitida
Hakea nitida és una espècie d'angiosperma de la família de les proteàcies (Proteaceae) endèmica del sud-oest d'Austràlia, normalment entre bruguerars, és a dir, matollars de bruc (Erica multiflora).
H. nitida és molt similar a algunes espècies del mateix gènere, amb les que forma un grup taxonòmic: Hakea drupacea, Hakea lissocarpha i Hakea oldfieldii que tenen les mateixes necessitats de cultiu i requeriments. Pel que fa a la seva conservació no és una espècie considerada en perill d'extinció ni tampoc en risc de desaparèixer a la natura.

## Descripció
Hakea nitida és un arbust mitjà-alt o també es podria considerar un arbre de mida petita, d'uns 4 metres d'alçada. Les fulles són de forma el·líptica a ovada, de 3-10 cm de llarg per uns 2 cm d'ample, amb venes poc aparents, amb marges amb dents o serrades, o sense, normalment algunes de les fulles de la planta estan serrades o dentades.
Les flors són glabres, creixen en raïms d'uns 50-70 mm de llarg que es veuen en les aixelles de les fulles a l'hivern i primavera. Inflorescència axil·lar o terminal en brots curts amb 16-36 flors; involucre 6,5 mm de llarg; raquis 6-16 mm de llarg, tomentós o pubescents, amb pèls blancs; pedicels de 4-8 mm de llarg. Periant 2,5 a 3,5 mm de llarg, de color blanc o groc pàl·lid. Pistil 3,5-4 mm de llarg.

## Cultiu
Aquesta espècie ha estat cultivada durant molts anys, però és sobretot adequat per a zones de baixa humitat de l'estiu. A les zones humides pot créixer amb èxit des de fa alguns anys, però pot col·lapsar durant la nit. L'espècie és tolerant a gelades moderades i les flors són atractives per aquelles aus que també s'alimenten de nèctar i pol·len. L'espècie creix i floreix millor en un molt bon drenatge, en llocs assolellats però tolerarà una mica d'ombra. Tolera sòls relativament durs, és a dir, de tipus calcari; tolera també les gelades moderades.

## Taxonomia
Hakea nitida va ser descrita per Meisner, Carl Daniel Friedrich i publicada a Plantae Preissianae 2: 261. 1848. (Pl. Preiss.)

## Etimologia
- Hakea: el nom genèric és en referència a Baron Christian Ludwig von Hake (1745 - 1818), va ser un horticultor alemany, un dels patrons de la botànica.[5]
- nitida: epítet específic que prové del nom llatí nitidus que significa polit, brillant.[6]